# Pris au piège (film, 1974)
Pour les articles homonymes, voir Pris au piège.
Pour plus de détails, voir Fiche technique et Distribution.
Pris au piège (Mousey) est un film d'action canadien de Daniel Petrie sorti en 1974.

## Synopsis
un prof de lycée trahi par sa femme et il tente de se venger.

## Fiche technique
Sauf indication contraire, les informations mentionnées dans cette section peuvent être confirmées par la base de données cinématographiques IMDb,  présente dans la section « Liens externes ».
- Titre français : Pris au piège ou Le Jeu du chat et de la souris[1]
- Titre original canadien : Mousey
- Titre britannique : Cay and Mouse
- Réalisation : Daniel Petrie
- Scénario : John Peacock
- Photographie : Jack Hildyard
- Montage : John Trumper
- Musique : Ron Grainer
- Production : Aida Young, Beryl Vertue
- Sociétés de production : Associated London Films, Universal Television
- Pays de production :  États-Unis
- Langue originale : anglais
- Format : Couleur - 1,33:1 - Son mono - 35 mm
- Durée : 89 minutes
- Genre : Action, Thriller
- Dates de sortie :
  - États-Unis : 19 mars 1974
  - Royaume-Uni : 16 mai 1974
  - France : 19 janvier 1977
- Interdit aux moins de 12 ans

## Distribution
- Kirk Douglas : George Anderson
- Jean Seberg : Laura Anderson / Richardson
- John Vernon : David Richardson
- Bessie Love : Mme Richardson
- Beth Porter : Sandra
- Sam Wanamaker : L'inspecteur
- James Bradford : Le détective privé
- Suzanne Lloyd : Nancy
- Don Fellows : Le contremaître